# Gouvernorat de Kasserine
Le gouvernorat de Kasserine (arabe : ولاية الڨصرين), créé le 21 juin 1956 et d'abord appelé gouvernorat de Sbeïtla (Sbeïtla étant son premier chef-lieu), est l'un des 24 gouvernorats de la Tunisie. Il est situé dans l'ouest du pays, à la frontière algéro-tunisienne, et couvre une superficie de 8 066 km2, soit 4,9 % de la superficie du pays. Il abrite en 2024 une population de 492 741 habitants. Son chef-lieu est Kasserine.
Le gouvernorat est connu pour sa richesse archéologique et compte 102 monuments classés par l'Institut national du patrimoine.
Dans le même temps, il est aussi remarqué pour la marginalisation qu'il a subie de la part des différents gouvernements : il enregistre ainsi en 2012 l'indice du savoir le plus faible (0,03), l'indice de la richesse et de l'emploi le plus faible (0,21), l'indice de la justice et de l'équité le plus faible (0,32) et figure au dernier rang du classement des gouvernorats selon l'indicateur de développement régional (0,16).

## Géographie

### Situation
Le gouvernorat de Kasserine est limité par les gouvernorats du Kef et de Siliana au nord, de Sidi Bouzid à l'est, de Gafsa au sud et par l'Algérie à l'ouest.
La température varie de 2 à 12 °C en hiver et de 30 à 40 °C en été. La pluviométrie annuelle moyenne est 335 millimètres.

### Relief

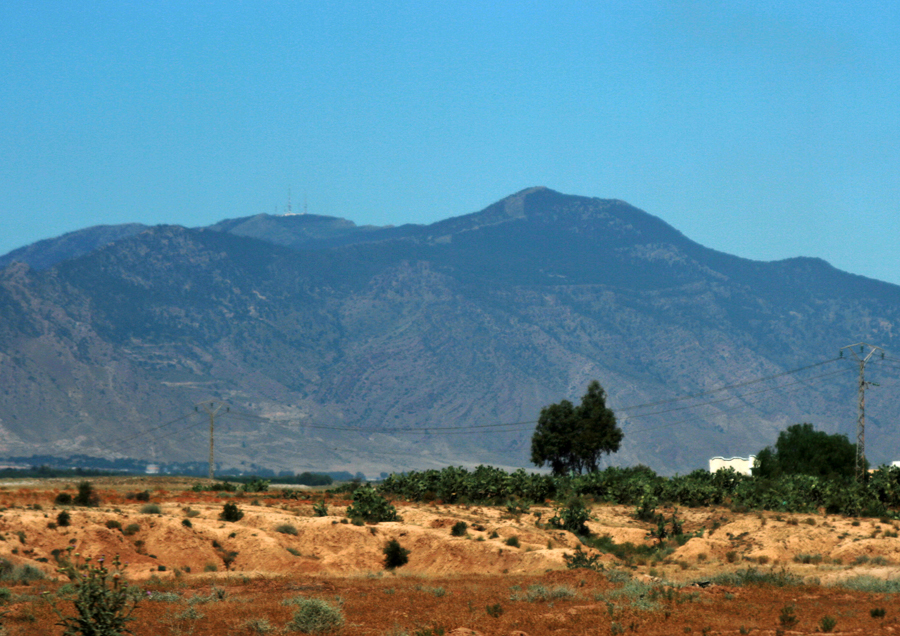
Vue du djebel Chambi.

Les trois djebels Chambi (point culminant de la Tunisie à 1 544 mètres), Semmama (1 314 mètres) et Salloum (1 373 mètres) représentent les principaux reliefs du gouvernorat.

## Administration
Administrativement, le gouvernorat est divisé en treize délégations, 19 municipalités et 105 imadas,.
| Délégation                                    | Population en 2024 (habitants) |
| --------------------------------------------- | ------------------------------ |
| El Ayoun                                      | 20 115                         |
| Ezzouhour                                     | 24 484                         |
| Fériana                                       | 59 584                         |
| Foussana                                      | 50 663                         |
| Haïdra                                        | 8 160                          |
| Hassi El Ferid                                | 22 886                         |
| Jedelienne                                    | 12 066                         |
| Kasserine Nord                                | 74 925                         |
| Kasserine Sud                                 | 27 048                         |
| Majel Bel Abbès                               | 28 015                         |
| Sbeïtla                                       | 84 495                         |
| Sbiba                                         | 48 620                         |
| Thala                                         | 31 680                         |
| Sources : Institut national de la statistique |                                |

## Politique

### Gouverneurs
Voici la liste des gouverneurs de Kasserine depuis la création du gouvernorat :
- Mustapha El Khabthani (1956-1957)
- Hédi Mabrouk (1957-1958)
- Ahmed Bellalouna (1959-1960)
- Mehrez Bellamine (1960-1961)
- Mohamed Besbes (1961-1964)
- Mohamed Bellamine (1964-1966)
- Mohamed Triki (1966-1969)
- Abdessalem Kallel (1969-1970)
- Taoufik Essid (1970-1973)
- Hédi Jédidi (1973-1978)
- Néjib Drissi (1978-1979)
- Romdhane Rahli (1979-1980)
- Abderahmen Mokrani (1980-1981)
- Kantaoui Morjane (1981-1983)
- Sadok Marzouk (1983-1984)
- Mohamed Mekki (1984-1986)
- Abdelkrim Azaïez (1986-1987)
- Mohamed Ben Saad (1987-1988)
- Hédi Ayèche (1988-1990)
- Mabrouk Bahri (1990-1993)
- Salah Kacem (août-décembre 1993)
- Béchir Jamaï (1993-1994)
- Mohamed Lamine El Abed (1994-1998)
- Habib Hadded (1998-2000)
- Slaheddine El Abed (2000-2001)
- Mahmoud Mehiri (2001-2003)
- Mohamed Laïd Kidoussi (2003-2005)
- Hassen Lajri (2005-2010)
- Mohamed Hafedh Cherif (2010-2011)
- Slaheddine Amouchi (2 février 2011, empêché d'exercer)
- Omar Belhaj Slimen (19 février[6]-5 août 2011)
- Béchir El Bedoui (5 août 2011[7]-27 août 2012)
- Mohamed Sidhom (27 août 2012[8]-28 février 2014)
- Atef Boughatas (28 février 2014[9]-22 août 2015)
- Chedly Bouallegue (22 août 2015[10]-16 septembre 2016)
- Hassen Khedimi (16 septembre 2016[11]-21 juin 2017)
- Samir Boukadida (21 juin 2017[12]-24 juillet 2019)
- Mohamed Samcha (24 juillet 2019[13]-13 octobre 2020)
- Adel Mabrouk (2 novembre 2020[14]-6 juin 2022)
- Ridha Rokbani (6 juin 2022[15]-8 septembre 2024)
- Zied Trabelsi (depuis le 8 septembre 2024[16])

### Maires
Voici la liste des maires des treize municipalités du gouvernorat de Kasserine dont les conseils municipaux ont été élus le 6 mai 2018 et présidés par les maires suivants :
- El Ayoun : Othmane Kartli[17]
- Ezzouhour : Slaheddine Bouazzi[17]
- Fériana : Ali Hermassi[18]
- Foussana : Mohamed Taher Ouni[19]
- Haïdra : Kamel Boudhiafi[20]
- Hassi El Ferid : Chiraz Dhibi[21]
- Jedelienne : ?
- Kasserine : Mohamed Kamel Hamzaoui[17]
- Majel Bel Abbès : Mohamed Sassi Hajji[22]
- Sbeïtla : Fayçal Remili[23]
- Sbiba : ?
- Thala : Abdelmagid Hayouni[24]
- Thélepte : ?

## Économie
La population active représente 20,3 % de l'ensemble de la population dont 26,8 % travaille dans l'agriculture et 4 % dans l'artisanat. L'arboriculture et les cultures maraîchères occupent des superficies importantes.
La région compte 24 unités industrielles et deux entreprises à participation étrangère opérant dans les secteurs de l'industrie, du tourisme, de l'agriculture et des services. Le gouvernorat est également riche en matières premières. Il possède une importante nappe alfatière (170 000 hectares) et est riche en pierre marbrière, sable, argile et calcaire.
Le taux de chômage chez les jeunes est de 43 % en 2021.

## Culture
Le gouvernorat de Kasserine, connu par sa richesse archéologique, n'abrite que le musée archéologique de Sbeïtla, qui est fermé depuis 2011. De nombreux festivals y sont célébrés dont le Festival international du printemps de Sbeïtla, le Festival international d'Abadla et le Festival international Celium.
Après la révolution de 2011, le gouvernorat célèbre la création de sa première station de radio, Chaambi FM.

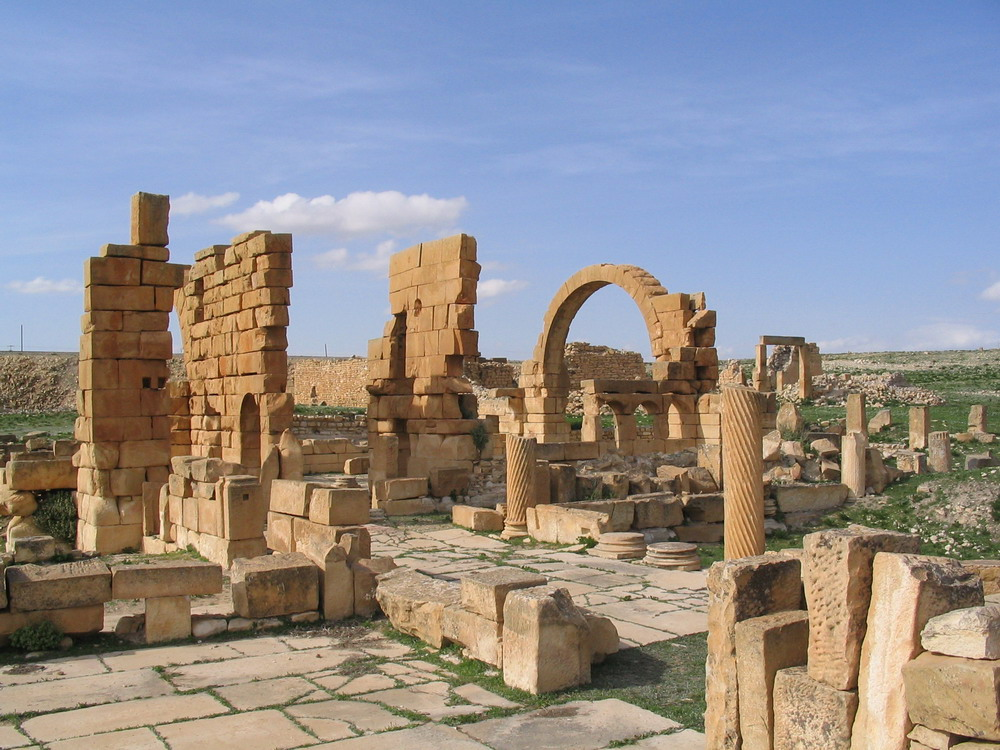
Ruines archéologiques de Haïdra.
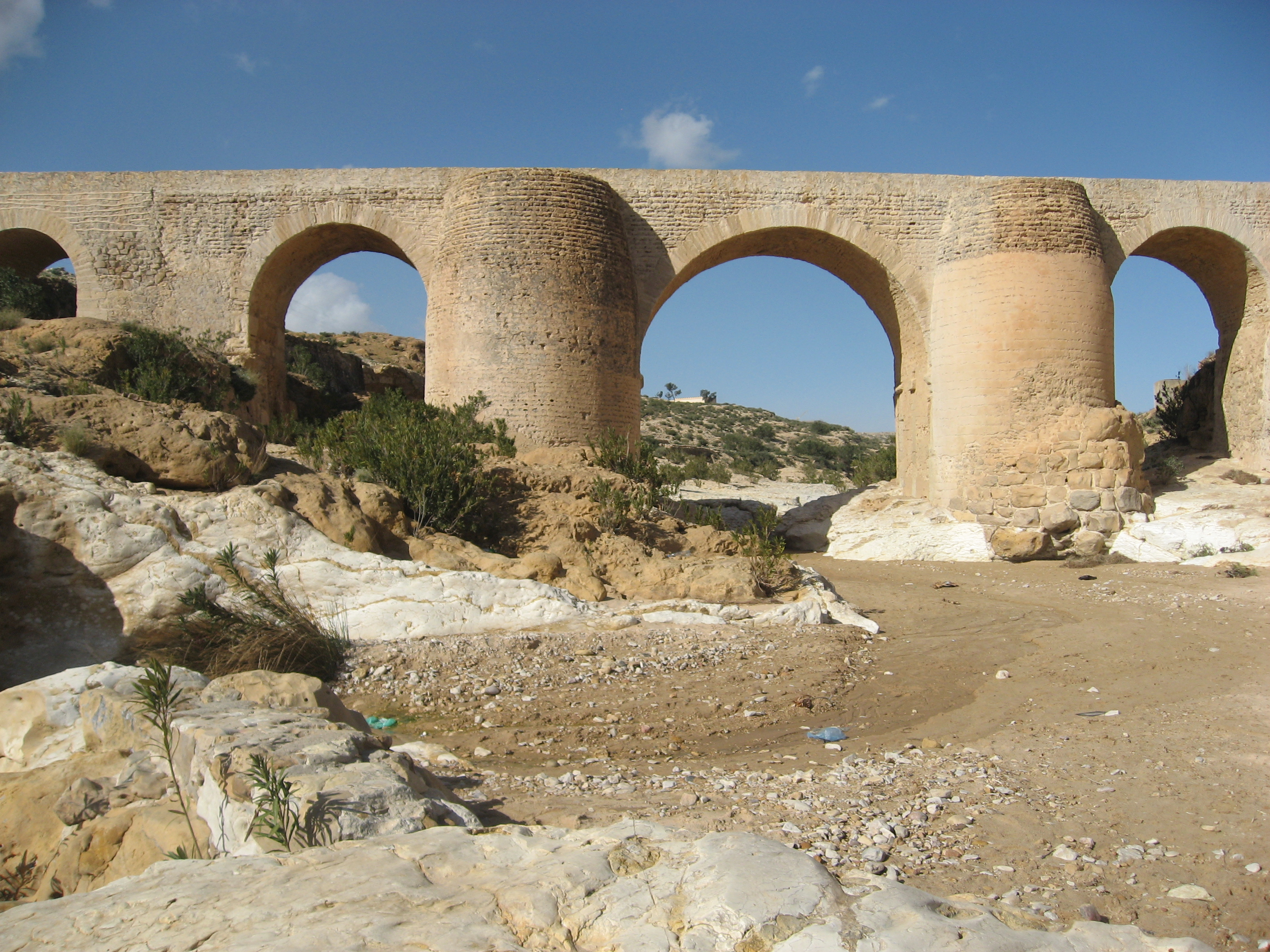
Pont romain à Sbeïtla.
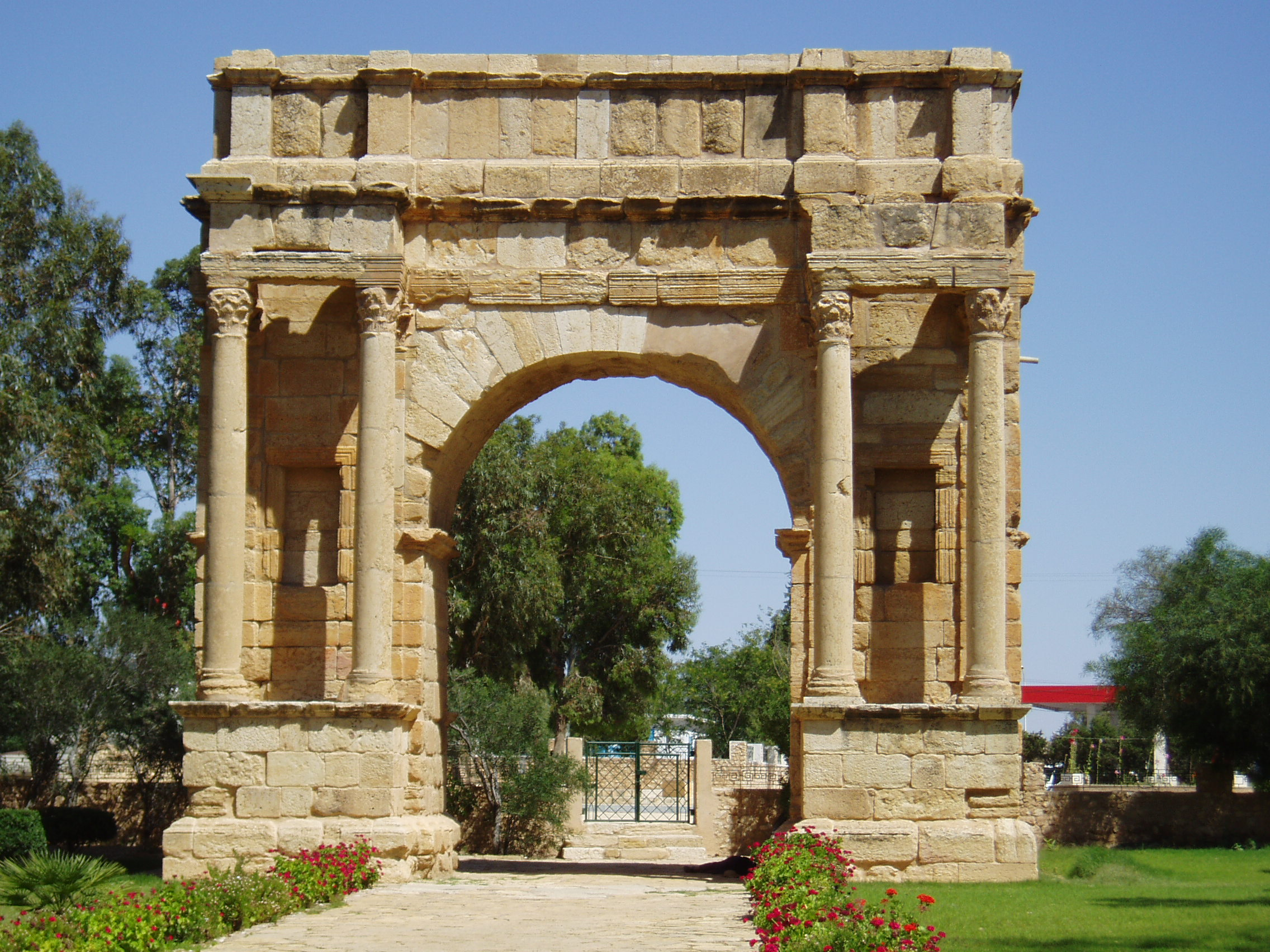
Arc de Dioclétien à Sbeïtla.

## Éducation
Sur le plan éducatif, il abrite deux établissements universitaires, l'Institut supérieur des études technologiques et l'Institut supérieur des arts et métiers.

## Sport
Le gouvernorat de Kasserine abrite de nombreux clubs de football, dont principalement l'Avenir sportif de Kasserine qui évolue en Ligue II, rejoint dans cette compétition par l'Union sportive de Sbeïtla. Les autres clubs appartiennent à la division des amateurs malgré leur ancienneté. Le gouvernorat abrite aussi le Stade sportif de Kasserine (basket-ball) et l'Association sportive féminine de Sbeïtla, une équipe féminine de football.

## Jumelage
- Provence-Alpes-Côte d'Azur (France) depuis 2011[26]